# Les Inspirations éco
Les Inspirations éco ou Les Ecos est un journal marocain francophone basé à Casablanca et fondé en 2009.  
Il traite principalement des informations économiques, financières et boursières du Maroc.   
Il est détenu majoritairement par l'homme d'affaires Moncef Belkhayat et par Moulay Hafid El Alamy il fait partie du groupe Horizon Press.  

## Présentation
Le journal a été fondé par Samir Chaouki le 16 novembre 2009 à Casablanca.
Diplômé du Conservatoire des Arts et Métiers à Paris, Samir Chaouki a été auditeur chargé du contrôle interne dans une banque, durant près de 20 ans. Il décide ensuite de se reconvertir dans le journalisme.
Le journal fait partie du groupe Horizon Press, qui contrôle :
- Les Inspirations éco
- Les Eco.ma
- Le Site Info
- Horizon TV
- Infomediaire

Le journal présente sa ligne éditoriale ainsi :
"neutre, sans aucun parti pris, moderniste, indépendante et progressiste".
Les principaux actionnaires sont cependant connus pour leur proximité avec le RNI. 
Évolution de l'actionnariat
Le groupe Horizon Press est pendant plusieurs années détenu par Moulay Hafid El Alamy.  
Lors du mois de décembre 2019, il connait un important changement dans son actionnariat. Il fusionne avec la holding Cross Word de Moncef Belkhyat. Le groupe a désormais comme principal actionnaire Moncef Belkhyat.  
L'actionnariat de Horizon Press est désormais le suivant   
| Actionnaires de Horizon Press                | %   |
| -------------------------------------------- | --- |
| Moncef Belkhyat (via Cross Word)             | 51% |
| Moulay Hafid El Alamy (via Saham Media Fund) | 34% |
| Said Alj (via Sanam Holding)                 | 5%  |
| Samir Chaouki                                | 10% |

Le 16 décembre 2019, le fondateur du journal et directeur de publication, Samir Chaouki, annonce qu'il se retire :
«  Je pars serein puisque Horizon Press est aujourd’hui une référence dans le secteur, et le quotidien Les Inspirations ÉCO leader en matière d’abonnements. Cela a été possible grâce à des journalistes de qualité, des équipes support professionnelles et un esprit d’équipe indéniable  ».
Il reste cependant un actionnaire de Horizon Press, avec 10% des parts.
Meriem Allam lui succède, en tant que directrice de la publication.